# Philipp Langmann
Né à Brünn le 5 février 1862, mort à Vienne, le 22 mai 1931, Philippe Langmann est un dramaturge autrichien. Considéré comme un auteur naturaliste, ses œuvres ont connu un certain succès dans les années 1890 avec sa pièce Bartel Turaser. N'ayant pu renouveler son succès par des œuvres psychologiquement subtiles mais au naturalisme démodé et au style souvent jugé insuffisant, Langmann mourut oublié et dans la misère. Ses œuvres ont été traduites en anglais par Mark Twain.